# Azteca constructor
Azteca constructor is een mierensoort uit de onderfamilie van de Dolichoderinae. De wetenschappelijke naam van de soort is voor het eerst geldig gepubliceerd in 1896 door Carlo Emery.